# Weyhers
Weyhers ist ein Ortsteil der Gemeinde Ebersburg im osthessischen Landkreis Fulda.

## Geographie
Weyhers liegt in der Vorder- und Kuppenrhön, einem westlichen Teil der Rhön. Es befindet sich am Westrand des Naturparks Hessische Rhön im Westen des Biosphärenreservats Rhön. Knapp 12 km (Luftlinie) südöstlich der Stadt Fulda liegt das Dorf direkt südsüdöstlich vom Motzküppel (452,9 m) und etwas südlich vom Lebersberg (472,7 m). Durchflossen wird es von einem an den Flanken beider Berge entspringenden Bach, der unterhalb der Ortschaft in den ostnordöstlichen Fulda-Zufluss Lütter mündet. In Richtung Südosten leitet die Landschaft, jenseits der Lütter, zum von Weyhers aus sichtbaren Ebersberg (689 m) mit der Burgruine Ebersburg über, dem Namensgeber der Gemeinde Ebersburg. Der zusammenhängend bebaute Bereich des Dorfs liegt zwischen etwa 350 und 405 m Höhe.
Siedlungsplätze innerhalb der Gemarkung:
Innerhalb der Gemarkung existieren zahlreiche historische Siedlungsplätze, Höfe und Gehöftgruppen: Altenweiher (Hof), Eichhof (Hof; früherer Name: Ziegenbock), Gerlachshof (Hof), Halsbach (Gehöftgruppe), Hermannsthal (Wüstung), Mittelreppich (Gehöftgruppe), Motzhauck (Hof), Motzküppel (Hof), Neuscheuer (Wüstung), Oberreppich (Hof), Reidelmes (Gehöftgruppe), Rudolfshof (Hof), Sanzenrode (Wüstung), Schneckenberg (Hof), Seeshof (Hof), Steinhof, Straßenhaus (Hof), Unterreppich (Hof), Wachshaus (Hof) und Weikardshof (Hof) sowie das ehemalige Kloster der „Armen Schwestern vom heiligen. Franziskus“.

## Geschichte

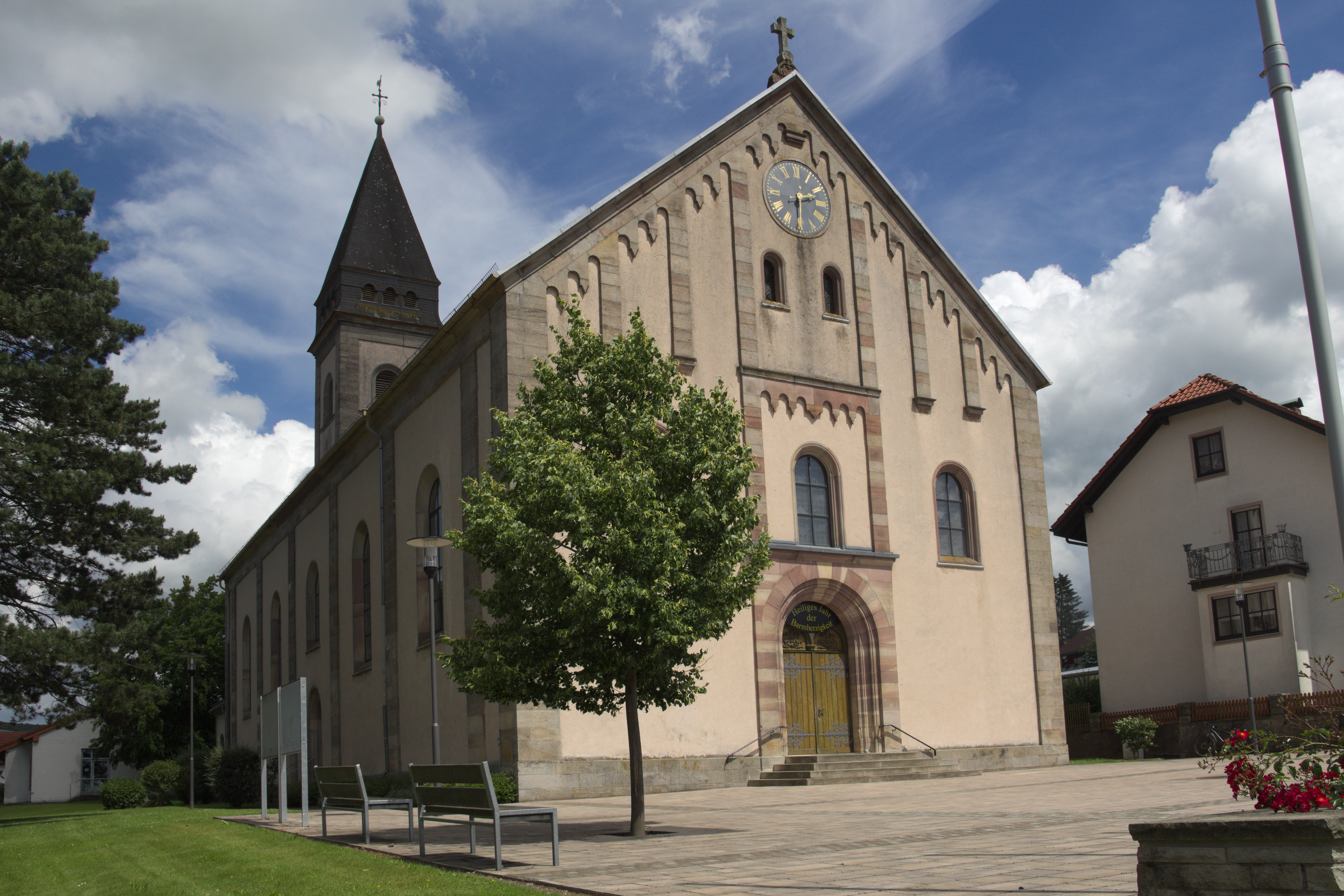
Die kath. Pfarrkirche St. Bonifatius

### Ortsgeschichte
Die ältest bekannte urkundliche Erwähnungen von Siedlungen auf dem Gebiet des heutigen Ortsteils sind 1011 belegt. Diese betreffen Sanzenrode und Hacholdesbach. Es wird vermutet, dass diese Ortschaften im Gebiet der heutigen Weyherser Einzelhöfe Seeshof und Halsbach lagen.
Die Ersterwähnung von Weyhers war 1270, anderen Angaben zufolge findet sie sich in einer Verkaufsurkunde aus dem Jahr 1372. Darin verfügte die Ortschaft über ein Schloss, einen Hof und ein Vorwerk (siehe Burgstall Weyhers). Schloss und Adelsfamilie sind allerdings sicher älter. Ein Petrus von Weyhers ist in einem Würzburger Lehensbuch von 1317 und ein Berthold von Weyhers in einer Urkunde der Propstei Johannesberg von 1336 erwähnt. Nennungen vor 1170 lassen sich nicht belegen. Im Mittelalter wird die heutige Wüstung Ebermanns erwähnt.
Weyhers war Sitz des Amtes Weyhers und 1802 Sitz eines fuldischen Oberamtes, das sich über das Gebiet der Pfarrei Poppenhausen und des alten Gerichts vor der Hardt erstreckte. Ab 1802 wechselte mehrmals die territoriale Zugehörigkeit. Zu der Zeit war Weyhers noch unter Wilhelm I. im Fürstentum Fulda, ab 1806 von Napoleon annektiert und ab 1810 Teil des Großherzogtums Frankfurt als Teil des Departement Fulda. Während der Koalitionskriege war es 1813 österreichisch, und es wurde ab 1814 bayerisch. Dies wurde im Wiener Kongress bestätigt und Weyhers war einer der zwei bayerischen Landgerichtsbezirke, aus denen ab 1862 das Bezirksamt Gersfeld und ab 1867 nach dem Sieg Preußens im Deutschen Krieg der nun preußische Kreis Gersfeld bzw. das Amtsgericht Gersfeld gebildet wurde.
In der bayerischen Zeit war Weyhers durch das seit 1817 bestehende Landgericht Weyhers und das 1842 erteilte Marktrecht zu einem Mittelpunkt im Grenzgebiet zu Preußen geworden.
Hessische Gebietsreform (1970–1977)
Zum 31. Dezember 1971 wurde die bis dahin selbstständige Gemeinde Weyhers im Zuge der Gebietsreform auf freiwilliger Basis in die neue Gemeinde Ebersburg eingegliedert. Für Weyhers wurde wie für die übrigen eingegliederten Gemeinden ein Ortsbezirk gebildet.

### Verwaltungsgeschichte im Überblick
Die folgende Liste zeigt die Staaten und Verwaltungseinheiten, denen Weyhers angehört(e):
- vor 1803: Heiliges Römisches Reich, Fürstabtei Fulda, Amt Weyhers
- 1803–1806: Heiliges Römisches Reich, Fürstentum Nassau-Oranien-Fulda, Fürstentum Fulda,[Anm. 2] Amt Weyhers
- 1806–1810: Kaiserreich Frankreich,[Anm. 3] Fürstentum Fulda (Militärverwaltung)
- 1810–1813: Großherzogtum Frankfurt, Departement Fulda, Distrikt Weyhers
- ab 1814: Königreich Bayern, Landgerichtsbezirk Weyhers
- ab 1816: Königreich Bayern,[Anm. 4] Untermainkreis, Landgerichtsbezirk Weyhers
- ab 1838: Königreich Bayern, Kreis Unterfranken und Aschaffenburg, Landgerichtsbezirk Weyhers
- ab 1843: Königreich Bayern, Regierungsbezirk Unterfranken und Aschaffenburg
- ab 1862: Königreich Bayern, Regierungsbezirk Unterfranken, Bezirksamt Gersfeld[Anm. 5]
- ab 1866: Norddeutscher Bund, Königreich Preußen,[Anm. 6] Provinz Hessen-Nassau, Regierungsbezirk Kassel, Kreis Gersfeld
- ab 1871: Deutsches Reich,  Königreich Preußen, Provinz Hessen-Nassau, Regierungsbezirk Kassel, Kreis Gersfeld
- ab 1918: Deutsches Reich, Freistaat Preußen, Provinz Hessen-Nassau, Regierungsbezirk Kassel, Kreis Gersfeld
- ab 1932: Deutsches Reich, Freistaat Preußen, Provinz Hessen-Nassau, Regierungsbezirk Kassel, Landkreis Fulda
- ab 1944: Deutsches Reich, Freistaat Preußen, Provinz Kurhessen, Landkreis Fulda
- ab 1945: Deutsches Reich, Amerikanische Besatzungszone,[Anm. 7] Groß-Hessen, Regierungsbezirk Kassel, Landkreis Fulda
- ab 1946: Deutsches Reich, Amerikanische Besatzungszone, Hessen, Regierungsbezirk Kassel, Landkreis Fulda
- ab 1949: Bundesrepublik Deutschland, Hessen, Regierungsbezirk Kassel, Landkreis Fulda
- ab 1972: Bundesrepublik Deutschland, Hessen, Regierungsbezirk Kassel, Landkreis Fulda, Stadt Gersfeld

## Bevölkerung

### Einwohnerentwicklung
- 1812: 81 Feuerstellen, 620 Seelen[1]

| Weyhers: Einwohnerzahlen von 1812 bis 2019 | Weyhers: Einwohnerzahlen von 1812 bis 2019 | Weyhers: Einwohnerzahlen von 1812 bis 2019 | Weyhers: Einwohnerzahlen von 1812 bis 2019 | Weyhers: Einwohnerzahlen von 1812 bis 2019 |
| --- | ------------------------------------------ | ------------------------------------------ | ------------------------------------------ | ------------------------------------------ |
| Jahr |                                            |                                            |                                            | Einwohner                                  |
| 1812 | 1812                                       |                                            | 620                                        | 620                                        |
| 1834 | 1834                                       |                                            | 824                                        | 824                                        |
| 1840 | 1840                                       |                                            | 793                                        | 793                                        |
| 1846 | 1846                                       |                                            | 766                                        | 766                                        |
| 1852 | 1852                                       |                                            | 746                                        | 746                                        |
| 1858 | 1858                                       |                                            | 772                                        | 772                                        |
| 1864 | 1864                                       |                                            | 773                                        | 773                                        |
| 1871 | 1871                                       |                                            | 619                                        | 619                                        |
| 1875 | 1875                                       |                                            | 615                                        | 615                                        |
| 1885 | 1885                                       |                                            | 585                                        | 585                                        |
| 1895 | 1895                                       |                                            | 564                                        | 564                                        |
| 1905 | 1905                                       |                                            | 515                                        | 515                                        |
| 1910 | 1910                                       |                                            | 523                                        | 523                                        |
| 1925 | 1925                                       |                                            | 572                                        | 572                                        |
| 1939 | 1939                                       |                                            | 564                                        | 564                                        |
| 1946 | 1946                                       |                                            | 831                                        | 831                                        |
| 1950 | 1950                                       |                                            | 864                                        | 864                                        |
| 1956 | 1956                                       |                                            | 788                                        | 788                                        |
| 1961 | 1961                                       |                                            | 774                                        | 774                                        |
| 1967 | 1967                                       |                                            | 786                                        | 786                                        |
| 1970 | 1970                                       |                                            | 791                                        | 791                                        |
| 1980 | 1980                                       |                                            | ?                                          | ?                                          |
| 1990 | 1990                                       |                                            | ?                                          | ?                                          |
| 2002 | 2002                                       |                                            | 1.154                                      | 1.154                                      |
| 2007 | 2007                                       |                                            | 1.154                                      | 1.154                                      |
| 2011 | 2011                                       |                                            | 1.130                                      | 1.130                                      |
| 2013 | 2013                                       |                                            | 1.132                                      | 1.132                                      |
| 2019 | 2019                                       |                                            | 1.229                                      | 1.229                                      |
| Datenquelle: Historisches Gemeindeverzeichnis für Hessen: Die Bevölkerung der Gemeinden 1834 bis 1967. Wiesbaden: Hessisches Statistisches Landesamt, 1968. Weitere Quellen: bis 1970:; Nach 1970 Gemeinde Eberburg:; Zensus 2011 |                                            |                                            |                                            |                                            |

### Einwohnerstruktur 2011
Nach den Erhebungen des Zensus 2011 lebten am Stichtag dem 9. Mai 2011 in Weyhers 1131 Einwohner. Darunter waren 18 (1,6 %) Ausländer. Nach dem Lebensalter waren 207 Einwohner unter 18 Jahren, 433 zwischen 18 und 49, 246 zwischen 50 und 64 und 255 Einwohner waren älter. Die Einwohner lebten in 450 Haushalten. Davon waren 117 Singlehaushalte, 129 Paare ohne Kinder und 159 Paare mit Kindern, sowie 33 Alleinerziehende und 9 Wohngemeinschaften. In 90 Haushalten lebten ausschließlich Senioren und in 297 Haushaltungen lebten keine Senioren.

### Historische Religionszugehörigkeit
- 1885: 31 evangelische (= 5,30 %),  529 katholische (= 90,43 %), 25 jüdische (= 4,27 %) Einwohner[1]
- 1961: 32 evangelische (= 4,13 %), 741 katholische (= 95,74 %) Einwohner[1]

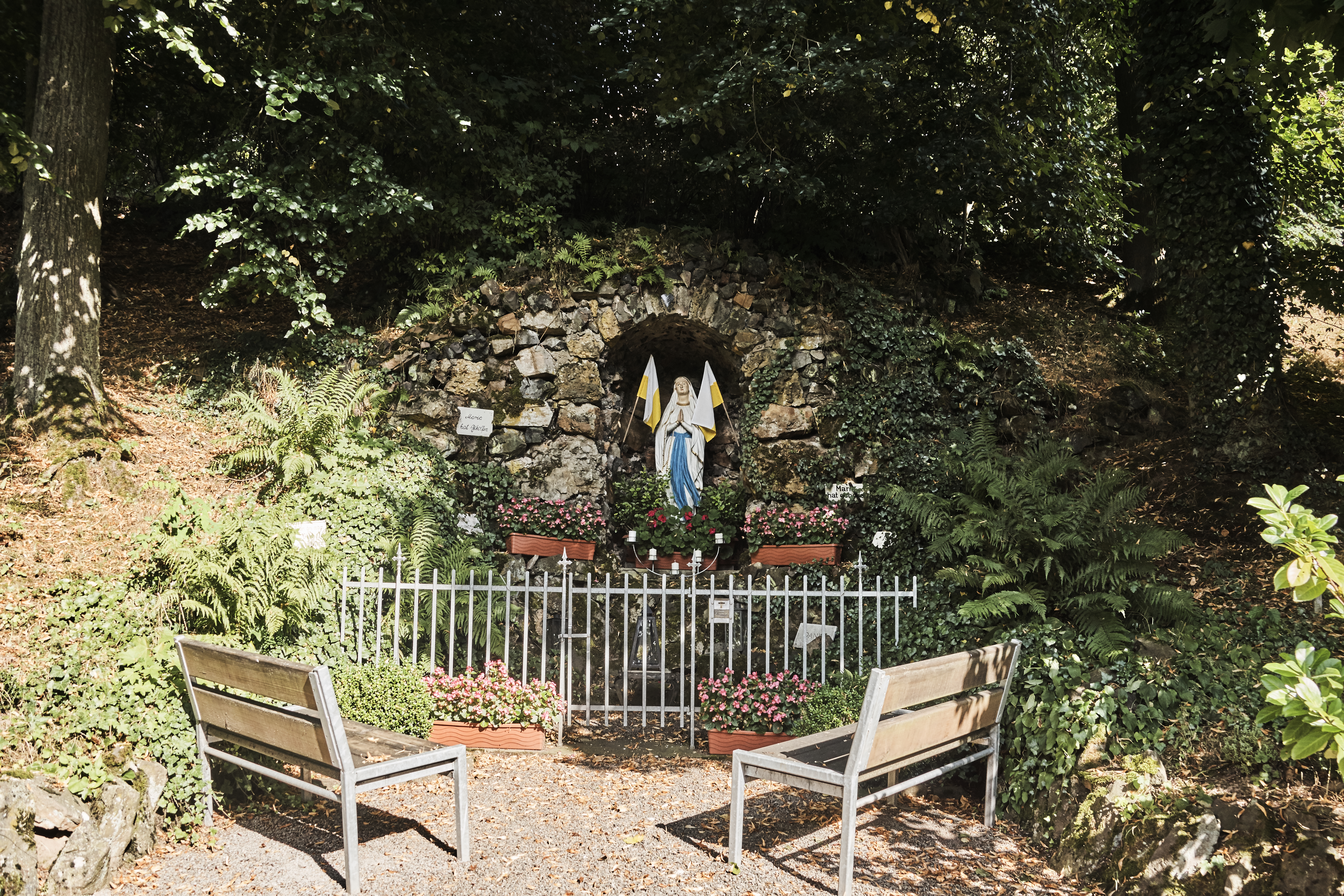
Die Mariengotte

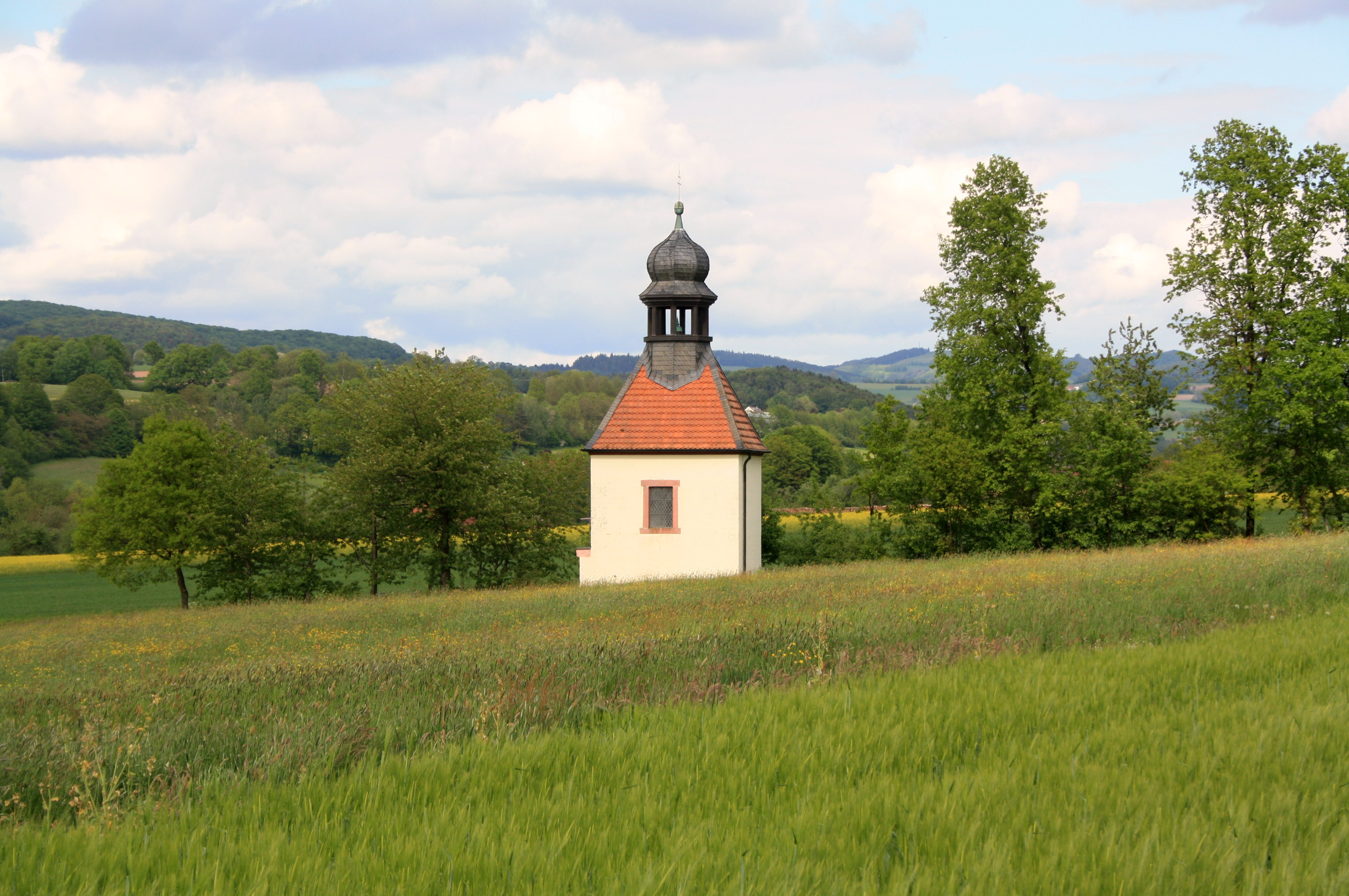
Die Siebenschläferkapelle bei Weyhers

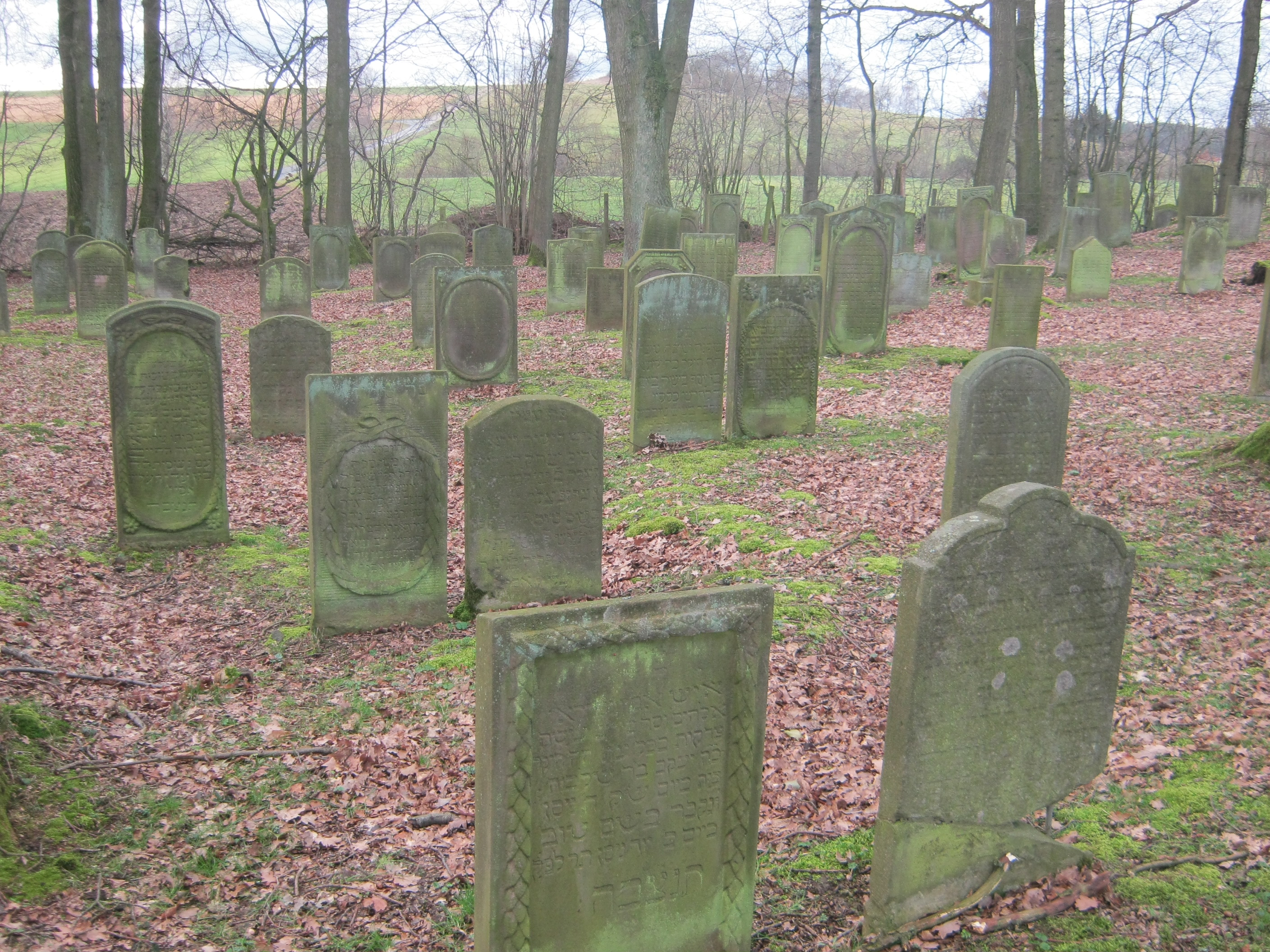
Der jüdische Friedhof

## Religion
Weyhers verfügt über die kath. Pfarrkirche St. Bonifatius. Sie wurde 1848 von Würzburger Bischof Georg Anton von Stahl eingeweiht.
Die Kirche erhielt im Jahr 1929 von der renommierten Glockengießerei Otto aus Hemelingen/Bremen vier Bronzeglocken. Drei der vier Glocken wurden im Zweiten Weltkrieg eingeschmolzen. An ihrer Stelle liefert Otto nach im Krieg im Jahr 1950 drei neue Glocken mit der Schlagtonreihe g – a – c.
Heute ist die Kirche dem Pastoralverbund St. Wendelinus Hohe Rhön des Bistums Fulda zugeordnet.

## Politik

### Ortsbeirat
Für Weyhers besteht ein Ortsbezirk (Gebiete des Ortsteils Weyhers) mit Ortsbeirat und Ortsvorsteher nach der Hessischen Gemeindeordnung. Der Ortsbeirat besteht aus fünf Mitgliedern. Bei den Kommunalwahlen in Hessen 2021 betrug die Wahlbeteiligung zum Ortsbeirat 64,65 %. Dabei wurden gewählt: drei Mitglieder der „Ofenen Wählergemeinschaft Weyhers“ (OBW) und zwei Mitglieder der „Freien Wählergemeinschaft Ebersburg“ (FWG). Der Ortsbeirat wählte Thorsten Link (OBW) zum Ortsvorsteher.

### Gemeindevorsteher / Bürgermeister / Ortsvorsteher
- Johann Phillip Breidung, um 1664, Ebersbergischer Zentgraf
- Jakob Freisleben, vor 1770, Fürstlich-Fuldischer Amtmann
- Georg Ignaz Weikard, 1770 bis 1776, Fürstlich-Fuldischer Amtsvogt
- Johann Ignaz Dotter, 1777 bis 1802, Fürstlich-Fuldischer Amtsvogt
- Johann Adam Mihm, 1777/78 bis 1815, Bürgermeister/Amtsdiener
- (Vorname unbekannt) Kett, um 1821, Gemeindevorsteher
- (Vorname unbekannt) Groß, um 1834, Gemeindevorsteher
- (Vorname unbekannt) Füller, bis 1887, Gemeindevorsteher
- Bonifaz Goldbach, ab 1887, Gemeindevorsteher
- Valentin Alsheimer. 1888 bis 1913, Bürgermeister
- Josef Paul, 1924 bis 1933, Bürgermeister
- Alfons Feuerstein, 1933 bis 1937, Bürgermeister
- Alois Goldbach. 1937 bis 1939, Bürgermeister
- Josef Müller, 1939 bis 1946, Bürgermeister
- Moritz Ruppert, 1946 bis 1968, Bürgermeister
- Rudolf Horak, 1968 bis 1971, Bürgermeister, CDU (danach von Ebersburg)
- Hans Schlehuber, 1972 bis 1985, Ortsvorsteher, CDU
- Wilhelm Müller, 1985 bis 1997, Ortsvorsteher, CDU
- Anna Maria Alsheimer, 1997 bis 2001, Ortsvorsteher, FWG
- Wolfgang Müller, 2001 bis 2016, Ortsvorsteher, CDU
- Thorsten Link, seit 2016 Ortsvorsteher, CDU

## Infrastruktur
Ab 1911 gibt es im Dorf eine öffentliche Stromversorgung und 1913 wurde eine öffentliche Wasserversorgung gebaut. Seit 1989 werden die Abwässer in einer Kläranlage gereinigt.

## Persönlichkeiten
- Ernst Hassencamp (1824–1881), Apotheker in Weyhers
- Melchior Josef Bandorf (1845–1901), Psychiater
- Robert Hassencamp (1848–1902), Pädagoge und Autor, geboren in Weyhers
- Fritz Luckhard (1878–1965), Heimatforscher, Lebensabend in Weyhers
- Gerhard Möller (* 1949), geboren in Weyhers, ehemaliger Oberbürgermeister von Fulda
- Werner Frohnapfel (* 1957), Kindheit und Jugend in Weyhers, Fußballspieler